# Y decirte alguna estupidez, por ejemplo, te quiero
Y decirte alguna estupidez, por ejemplo, te quiero es una novela juvenil publicada en 1995 y escrita por el autor español Martín Casariego.

## Argumento
Cuenta la historia de Juan, un adolescente que se enamora de Sara, la chica nueva de clase. Él guarda su amor en total secreto (tanto que no se lo cuenta ni a su mejor amigo) pero, al final de la historia, descubre que tal vez su secreto mejor guardado no era tan secreto, sino que estaba diciendo a gritos lo mucho que quería a Sara. Por este amor, Juan ayuda a Sara a robar los exámenes de final de curso. Juan se queda impresionado al ver que, habiéndose arriesgado a que los echasen del instituto, pero habiendo también conseguido por fin tener los exámenes en sus manos, Sara los quema. Entonces Sara le explica que lo único que ella quería era demostrarle que podían hacerlo:

¿Y los riesgos, y las emociones? ¿Y esos momentos que hemos coleccionado? ¿Y las intrigas, las conspiraciones, nuestra Doble Alianza? ¿Cambiarías todo eso por un notable, o por librarte de diez tardes de estudio?

Juan habla también de su entorno: sus amigos, su clase, su familia...
A lo largo de la historia, Juan va aprendiendo a valorar la importancia de las pequeñas cosas.

## Adaptación al cine
Esta novela se hizo película en el año 2000, dirigida por Antonio del Real, en la que Sergio Martín tiene el papel de Juan, y Blanca Jara el de Sara. En el reparto también están Concha Cuetos, Alejo Sauras, María Isbert, Borja Voces o Tito Augusto. Se rodó en el Kensington School.

## Reparto
| Actor/Actriz           | Personaje             |
| ---------------------- | --------------------- |
| Sergio Martín          | Juan                  |
| Blanca Jara            | Sara                  |
| Alejo Sauras           | Gobi                  |
| Tito Augusto           | Cachi                 |
| Natalia Martin         | Marina                |
| Miguel Ángel Valcárcel |                       |
| José A. Fernández      | Jara                  |
| David Carrillo         | Salva                 |
| Miriam Talón           | Graciela              |
| Borja Voces            | Vázquez               |
| Fernando Sanz          | Joaquin               |
| Sandra Molina          | Josefina              |
| Antonio Gamero         | Geppetto              |
| Emilio Gutiérrez Caba  | García Sanjuan        |
| Juan Lombardero        | Padre de Juan         |
| Carmen Conesa          | Madre de Juan         |
| María Isbert           | Directora del Colegio |
| Judith Ángel Arroyo    | Camarera              |
| Pilar Ordóñez          | Señorita Julia        |
| Concha Cuetos          | Señorita Manzano      |
| Ramiro Alonso          | Sr. García            |
| José María Sacristán   | Sr. Morientes         |
| Teresa Gimpera         | Abuela de Sara        |
| Enrique Villén         | Ferretero             |
| Omar Muñoz             | Mateo                 |
| Joaquín Mazón          | Arbitro               |
| Antonio del Real       | Bibliotecario         |
| Elisa McCoy            | Alumna                |

- Datos: Q6169439